# Druziniće
Družiniće es un pueblo del municipio de Sjenica, Serbia. Según el censo de 2002, el pueblo tiene una población de 19 personas, todas ellas bosníacas. 